# Natourcriterium Roeselare 2013
De 4e editie van de Belgische wielerwedstrijd het Criterium van Roeselare werd verreden op 23 juli 2013. De start en finish vonden plaats in Roeselare. De winnaar was Marcel Kittel, gevolgd door Matteo Trentin en André Greipel.

## Uitslag
| Natourcriterium Roeselare 2013 |                          |                                  |            |
| Plaats                         | Naam                     | Ploeg                            | Tijd       |
| Winnaar                        | Marcel Kittel            | Argos-Shimano                    | 2u 12' 56" |
| 2                              | Matteo Trentin           | Omega Pharma-Quick-Step          | z.t.       |
| 3                              | André Greipel            | Lotto-Belisol                    | 6"         |
| 4                              | Richie Porte             | Sky Procycling                   | 25"        |
| 5                              | Kris Boeckmans           | Vacansoleil-DCM Pro Cycling Team | z.t.       |
| 6                              | Guillaume Van Keirsbulck | Omega Pharma-Quick-Step          | 27"        |
| 7                              | Yves Lampaert            | Topsport Vlaanderen-Baloise      | z.t.       |
| 8                              | Bert De Backer           | Argos-Shimano                    | z.t.       |
| 9                              | Andy Cappelle            | Accent-Wanty                     | 29"        |
| 10                             | Benjamin Verraes         | Accent-Wanty                     | z.t.       |

2010 · 2011 · 2012 · 2013 · 2014 · 2015 · 2016 · 2017 · 2018 · 2019 · 2020 · 2021 · 2022